# 呼吸中止
呼吸中止或呼吸暫停（英語：apnea）是指呼吸暂时处于停止状态，没有主动的呼吸肌動作产生吸氣及肺部體積变化。这和呼吸道被扼压或被阻塞产生的窒息不同。呼吸中止时停止的只是进出呼吸道的气流，肺泡和小支气管中的氣體交換和呼吸作用并不受呼吸中止的影響。通常“呼吸中止”是指非自願的医学征象，自身刻意的停止呼吸则称为憋氣、閉氣或屏气，通常指游泳和自由潜水时采用的暂停呼吸。